# Piñón (Nuevo México)
Piñón es un lugar designado por el censo ubicado en el condado de Otero en el estado estadounidense de Nuevo México. En el Censo de 2010 tenía una población de 25 habitantes y una densidad poblacional de 1,87 personas por km².

## Geografía
Piñón se encuentra ubicado en las coordenadas 32°37′8″N 105°22′28″O / 32.61889, -105.37444. Según la Oficina del Censo de los Estados Unidos, Piñón tiene una superficie total de 13.39 km², de la cual 13.37 km² corresponden a tierra firme y (0.08%) 0.01 km² es agua.

## Demografía
Según el censo de 2010, había 25 personas residiendo en Piñón. La densidad de población era de 1,87 hab./km². De los 25 habitantes, Piñón estaba compuesto por el 100% blancos, el 0% eran afroamericanos, el 0% eran amerindios, el 0% eran asiáticos, el 0% eran isleños del Pacífico, el 0% eran de otras razas y el 0% pertenecían a dos o más razas. Del total de la población el 8% eran hispanos o latinos de cualquier raza.